# Chamoy
Chamoy is een gemeente in het Franse departement Aube in de regio Grand Est. De plaats maakt deel uit van het arrondissement Troyes. Chamoy telde 503 inwoners op 1 januari 2022.

## Geschiedenis
De gemeente maakte deel uit van het kanton Ervy-le-Châtel totdat dit op 22 maart 2015 werd opgeheven en de gemeenten werden opgenomen in het aangrenzende kanton Aix-en-Othe.

## Geografie
De oppervlakte van Chamoy bedraagt 16,5 km², de bevolkingsdichtheid is 28,2 inwoners per km².
De onderstaande kaart toont de ligging van Chamoy met de belangrijkste infrastructuur en aangrenzende gemeenten.

## Demografie
Onderstaande figuur toont het verloop van het inwonertal.
Vanwege een beveiligingsprobleem met de MediaWiki Graph-software is het momenteel niet mogelijk deze grafiek weer te geven. Zodra de software is bijgewerkt zal de grafiek vanzelf weer zichtbaar worden.
Aix-Villemaur-Pâlis · Auxon · Bercenay-en-Othe · Bucey-en-Othe · Bérulle · Chamoy · Chennegy · Chessy-les-Prés · Coursan-en-Othe · Courtaoult · Les Croûtes · Davrey · Eaux-Puiseaux · Estissac · Ervy-le-Châtel · Fontvannes · Maraye-en-Othe · Marolles-sous-Lignières · Messon · Montfey · Montigny-les-Monts · Neuville-sur-Vannes · Nogent-en-Othe · Paisy-Cosdon · Planty · Prugny · Racines · Rigny-le-Ferron · Saint-Benoist-sur-Vanne · Saint-Mards-en-Othe · Saint-Phal · Vauchassis · Villemoiron-en-Othe · Villeneuve-au-Chemin · Vosnon · Vulaines